# Armando Lôbo

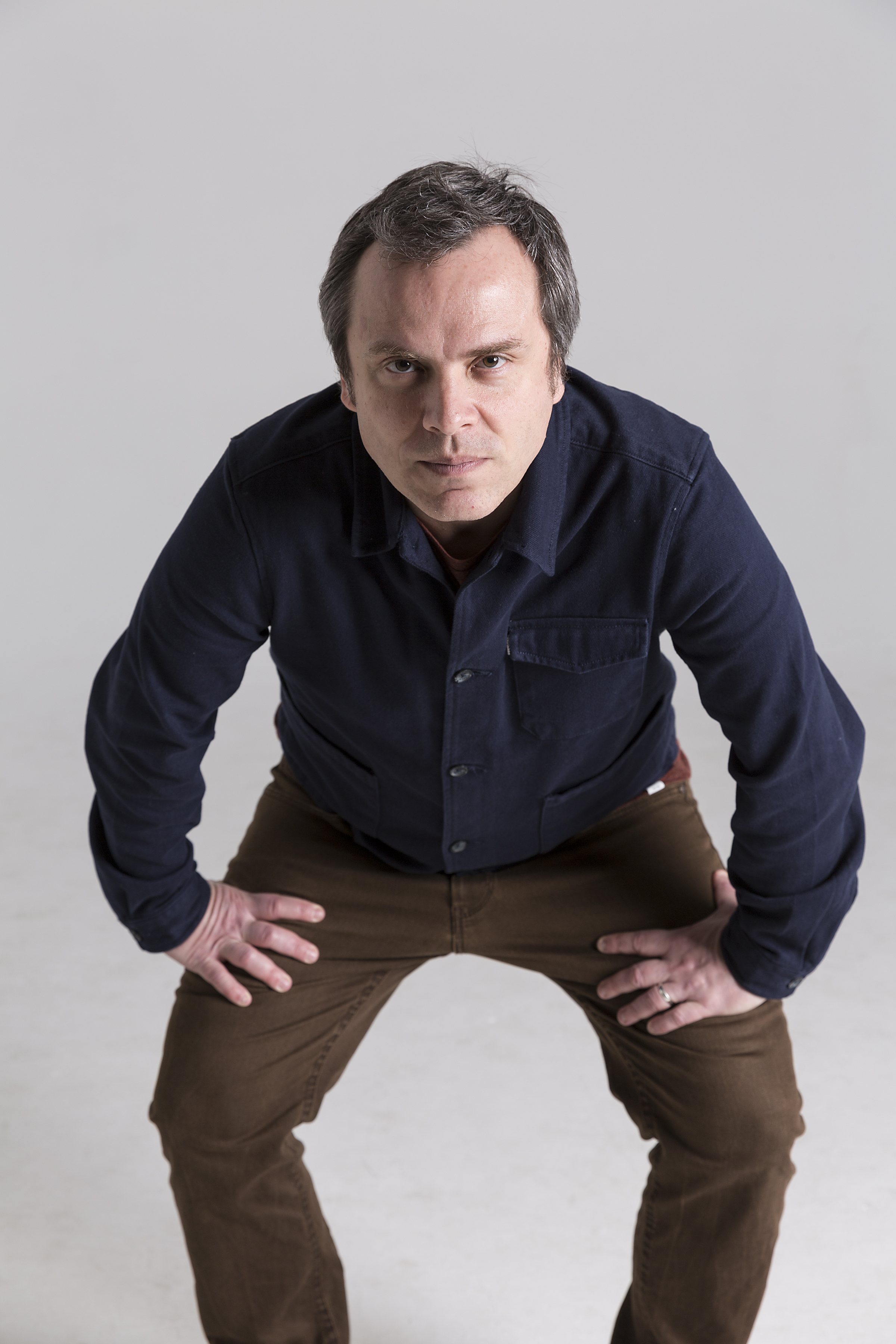
Compositor pernambucano Armando Lôbo. Credíto: Suzanne Heffron. [http://www,armandolobo.com site oficial

Armando Lôbo é compositor, cantor, arranjador, instrumentista, poeta e professor pernambucano, desenvolvendo gêneros e estilos musicais diversos, com o uso de matizes experimentais e simbiose intensa com a literatura, história, filosofia e religião. Lançou quatro discos que receberam cotação máxima da imprensa especializada, dentre eles três trabalhos solo - Alegria dos Homens , Vulgar & Sublime, e Técnicas Modernas do Êxtase - e um com a Orquestra Frevo Diabo, cujo disco homônimo foi vencedor do Prêmio de Música Brasileira de 2010 na categoria regional. Desde 2011, passa a se dedicar também à música erudita contemporânea, tendo sua obra executada e premiada tanto no Brasil e no exterior.
Destaca-se em início de carreira à frente do grupo Santa Boêmia, que ajudou a deflagrar o processo de revalorização cultural do Recife Antigo. Em fins da década de 90, passa a atuar em carreira solo, transferindo-se para o Rio de Janeiro e apresentando-se no Brasil e na Europa. Lança seu primeiro disco Alegria dos Homens em 2003. Em 2005, obtém o título de Mestre em Composição pela Escola de Música da UFRJ; o tema de sua pesquisa foi a estética carnavalesca no balé Petrushka, de Stravinsky. Em 2008, lança pelo selo Delira Música seu segundo álbum solo, Vulgar & Sublime. Em 2009, concebe e realiza o espetáculo multimídia História do Tempo, baseado em textos de Mircea Eliade e Octavio Paz. Seu Estudo Alquímico – para orquestra sinfônica é escolhido para o encerramento da XVIII Bienal de Música Contemporânea. Em 2010, a convite da Brussels Jazz Orchestra, participa de recriação da ópera Porgy and Bess, de George Gershwin. Em agosto do mesmo ano, ganha o Prêmio da Música Brasileira com a Orquestra Frevo Diabo. Em 2011, lança no Rio de Janeiro seu terceiro álbum solo, Técnicas Modernas do Êxtase. Em 2012, vence concurso de apoio à criação de música erudita do estado do Rio de Janeiro, com o projeto O Inferno dos Músicos, que propõe uma leitura musical da pintura de Hieronymus Bosch. É também um dos vencedores do Prêmio Funarte de Composição Clássica 2012, com o septeto Pernambukalos, executado na Bienal de Música Contemporânea no ano seguinte. Cria o coletivo Diaspora Mousiké, que realiza concertos no Brasil, Itália e Alemanha, estreando no famoso Gasteig de Munique. Se aventura na literatura em 2014 com S.O.S. REVERSOS, obra com poemas em versos na forma de palíndromo, publicado pela editora pernambucana Moinhos de Vento. Em 2015 e 2016, novamente agraciado com prêmios por sua produção musical no Reino Unido e no Brasil.
Lôbo foi professor de Composição, Contraponto e História da Música Contemporânea no Conservatório Brasileiro de Música (RJ). Em 2018 obteve o titulo de Ph.D em composição musical pela Universidade de Edimburgo, com tese sobre as funções do jogo e ritual na cultura, com ênfase na música.
http://www.armandolobo.com

## Discografia
- Myopic Serenade
- Técnicas Modernas do Êxtase
- Vulgar & Sublime
- Alegria dos Homens